# Карл Ланге
Карл Георг Ланге (на датски: Carl Georg Lange) е датски лекар и психолог.
Той и Уилям Джеймс независимо един от друг разработват теория, която по-късно е наречена Теория на Джеймс-Ланге. Според нея всички емоции се развиват и могат да бъдат сведени до физиологични реакции на стимули. Ланге, за разлика от Джеймс, по-точно твърди, че вазомоторните промени са емоции. Също така отбелязва психотропичните ефекти от лития, макар че работата му в тази област е забравена и е независимо преоткрита по-късно.